# Orientia tsutsugamushi
Genre
Espèce
Orientia tsutsugamushi, unique représentant du genre Orientia, est une espèce de bactéries responsables de la fièvre fluviale du Japon.

## Étymologie
Du latin, oriens « est » et du japonais tsutsuga, « maladie » plus mushi, « insecte ». La maladie est décrite pour la première fois en Chine en l'an 313 et a été une cause fréquente de maladie chez les soldats stationnés dans le Pacifique occidental. Au Viêt Nam, O. tsutsugamushi était parmi les causes les plus fréquentes de fièvre chez les soldats.